# Леопольд Бачевський
Леопольд Бачевський (пол. Leopold Baczewski; 1859—1924) — львівський підприємець, представник роду Бачевських (пол. Baczewscy) — польських підприємців єврейського походження в Галичині. Син Юзефа Адама, брат Генрика.

## Життєпис
Його дід Леопольд Максиміліян Бачевський переніс виробництво з Вибранівки до Львова, на Знесіння. У 1920 році передав управління сину Стефану. 
Леопольд Бачевський народився в 1859 році.
Закінчив гімназію у Львові, хімічний факультет (виділ) Віденського університету. 
Недовго викладав у рільничій академії (Дубляни), з братом Генриком продовжив провадити родинний бізнес — виробництво лікерів і горілок. У 1899—1908 — заступник голови, 1908—1911 — голова (президент) Львівського повітового виділу (виконавчого органу місцевого самоврядування). З 1897 року член Торгово-промислової палати у Львові, у 1905—1919 її віце-президент, у 1919—1924 — президент. Активний діяч крайової комісії промислових справ при Крайовому виділі. На І-му з'їзді галицьких промисловців у Кракові у 1901 добивався від австрійської державної ради (парламенту) статуту картелю, який би запобіг утворенню тіньових картелів. Один із засновників, членів президії «Центрального союзу галицьких промисловців».
Як член кількох державних рад (залізничної, митної, промислової) енергійно боронив молодий галицький бізнес.
Був опікуном «Вищої школи закордонної торгівлі» у Львові, залишив для неї у заповіті значні кошти (пізніше — «Фундація Леопольда Бачевського»).

## Джерело
- Драк М. Фірма Бачевських у Львові і розвиток лікеро-горілчаної промисловості в Галичині (1782—1939). — Львів, 2004. — 38 с., іл.
- Krzemicka Z. Baczewski Leopold (1859—1924) // Polski Słownik Biograficzny. — Warszawa — Kraków — Łódź — Poznań — Wilno — Zakopane: Nakładem Polskiej Akademji Umiejętności, Skład Główny w Księgarniach Gebethnera i Wolffa, 1935. — Т. 1, zeszyt 1. — Reprint: Kraków : Zakład Narodowy im. Ossolińskich, 1989. — S. 203. — ISBN 8304034840. (пол.)